# Bahnstrecke Křinec–Městec Králové
| Kursbuchstrecke (SŽ): | 028                  |                                                           |                                                           |
| Streckenlänge: | 11,834 km            |                                                           |                                                           |
| Spurweite: | 1435 mm (Normalspur) |                                                           |                                                           |
| Streckenklasse: | C4                   |                                                           |                                                           |
| Maximale Neigung: | 12 ‰                 |                                                           |                                                           |
| Streckengeschwindigkeit: | 60 km/h              |                                                           |                                                           |
| |                      |                                                           |                                                           |
| \| \| \| von Veleliby (vorm. BCB) \| \| \| \| 0,022 \| Odb. Obora \| Odb. Obora \| \| \| \| nach Jičín (vorm. BCB) \| \| \| \| 1,078 \| Svídnice \| Svídnice \| \| \| 3,262 \| Dymokury früher Dymokur \| Dymokury früher Dymokur \| \| \| \| Dymokury-Rübenbahn \| \| \| \| \| Silnice I/32 \| \| \| \| 5,240 \| Činěves früher Činoves \| Činěves früher Činoves \| \| \| 11,856 \| Městec Králové früher Königstadtl \| Městec Králové früher Königstadtl \| \| \| \| nach Chlumec nad Cidlinou (vorm. LB Chlumetz–Königstadtl) \| \| |                      |                                                           |                                                           |
| Strecke |                      | von Veleliby (vorm. BCB)                                  | von Veleliby (vorm. BCB)                                  |
| Blockstelle | 0,022                | Odb. Obora                                                | Odb. Obora                                                |
| Abzweig geradeaus und nach links |                      | nach Jičín (vorm. BCB)                                    | nach Jičín (vorm. BCB)                                    |
| Haltepunkt / Haltestelle | 1,078                | Svídnice                                                  | Svídnice                                                  |
| Haltepunkt / Haltestelle | 3,262                | Dymokury früher Dymokur                                   | Dymokury früher Dymokur                                   |
| Kreuzung mit U-Bahn (Querstrecke außer Betrieb) |                      | Dymokury-Rübenbahn                                        | Dymokury-Rübenbahn                                        |
| Strecke mit Straßenbrücke |                      | Silnice I/32                                              | Silnice I/32                                              |
| Haltepunkt / Haltestelle | 5,240                | Činěves früher Činoves                                    | Činěves früher Činoves                                    |
| Bahnhof | 11,856               | Městec Králové früher Königstadtl                         | Městec Králové früher Königstadtl                         |
| Strecke |                      | nach Chlumec nad Cidlinou (vorm. LB Chlumetz–Königstadtl) | nach Chlumec nad Cidlinou (vorm. LB Chlumetz–Königstadtl) |

Die Bahnstrecke Křinec–Městec Králové ist eine regionale Eisenbahnverbindung in Tschechien, die ursprünglich von den k.k. priv. Böhmischen Commercialbahnen (BCB) als Lokalbahn Křinec–Königstadtl erbaut und betrieben wurde. Sie zweigt bei Křinec aus der Bahnstrecke Veleliby–Jičín ab und führt nach Městec Králové (Königstadtl).
Nach einem Erlass der tschechischen Regierung ist die Strecke seit dem 20. Dezember 1995 als regionale Bahn („regionální dráha“) klassifiziert.

## Geschichte
Die Konzession für die Lokalbahn Křinec–Königstadtl erhielten die Gründer der BCB, die Bauunternehmer Johann Muzika und Karl Schnabel am 9. Mai 1881 gemeinsam mit den Strecken Königgrätz–Wostroměř, Sadowa–Smiřic, Nimburg–Jičín, Kopidlno–Liban, Nezvěstitz–Miröschau und Nusle–Modřan. Teil der Konzession war die Verpflichtung, die Strecken bis zum 1. September 1882 „zu vollenden und dem öffentlichen Verkehre zu übergeben“. Ausgestellt war die Konzession bis zum 8. Mai 1971. Als erster Abschnitt wurde am 15. November 1881 die Strecke bis Dymokury als Schleppbahn eröffnet. Am 1. Jänner 1882 wurde die Gesamtstrecke für den Güterverkehr eröffnet. Den Betrieb führte die BCB selbst aus. Der Reiseverkehr wurde am 19. Februar 1882 aufgenommen.
Am 9. Mai 1901 eröffnete die Lokalbahn Chlumetz–Königstadtl die Fortsetzungsstrecke nach Chlumetz.

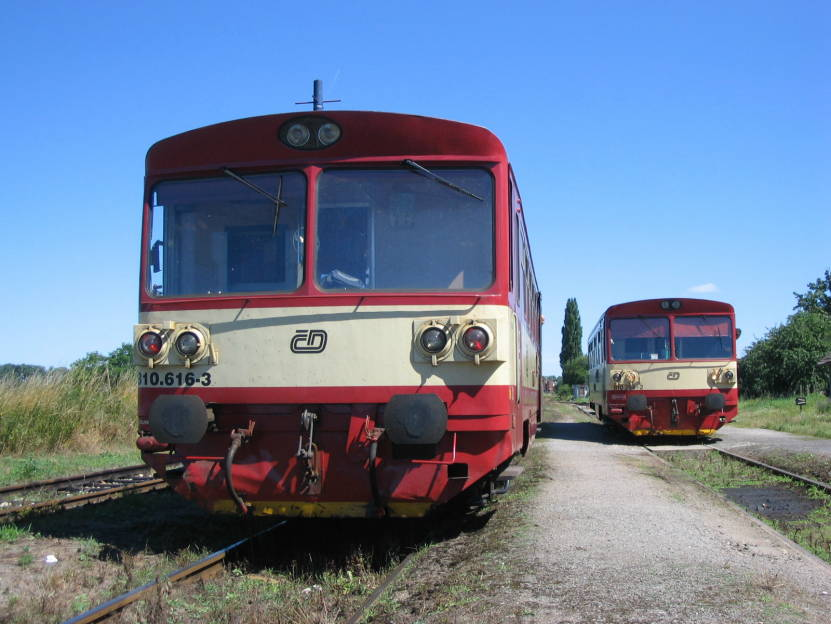
Reisezüge im Bahnhof Městec Králové (2006)

Nach der Verstaatlichung der BCB im Jahr 1909 kam die Strecke zu den k.k. Staatsbahnen (kkStB). Im Jahr 1912 wies der Fahrplan der Lokalbahn täglich drei gemischte Zugpaare 2. und 3. Klasse aus. Sie benötigten für die 15 Kilometer lange Strecke Křinec–Königstadtl 52–59 Minuten. In Königstadtl bestand dabei kein direkter Anschluss an die Züge von und nach Chlumetz.
Nach dem für Österreich-Ungarn verlorenen Ersten Weltkrieg gelangte die Strecke ins Eigentum der neu begründeten Tschechoslowakischen Staatsbahnen (ČSD).
Im Zweiten Weltkrieg lag die Strecke zur Gänze im Protektorat Böhmen und Mähren. Betreiber waren jetzt die Protektoratsbahnen Böhmen und Mähren (ČMD-BMB). Am 9. Mai 1945 kam die Strecke wieder vollständig zu den ČSD.
Am 1. Januar 1993 ging die Strecke im Zuge der Auflösung der Tschechoslowakei an die neu gegründeten České dráhy (ČD) über. Seit 2003 gehört sie zum Netz des staatlichen Infrastrukturbetreibers Správa železniční dopravní cesty (SŽDC).
Im Fahrplan 2012 verzeichnete der Fahrplan werktags neun Reisezugpaare, die zum Teil nach Kopidlno und Nymburk durchgebunden wurden. Samstags, sonntags und feiertags verkehrten fünf.
Im August 2021 beschloss der Středočeský kraj als Aufgabenträger für den öffentlichen Nahverkehr die Einstellung des Reiseverkehrs an Werktagen zum Fahrplanwechsel am 12. Dezember 2021. Am 11. Dezember 2022 wurde der planmäßige Reiseverkehr ganz eingestellt und auf eine neu eingeführte Überlandbuslinie übertragen.